# مارسيانا
مارسيانا Marciana هي بلدة ومدينة في مقاطعة ليفورنو ، توسكانا ( إيطاليا ) ، وتقع في غرب جزيرة إلبا .